# Trachea macrophtalma
Trachea macrophtalma är en fjärilsart som beskrevs av Emilio Berio 1976/77. Trachea macrophtalma ingår i släktet Trachea och familjen nattflyn. Inga underarter finns listade i Catalogue of Life.